# Juruti (Brasile)
Juruti è un comune del Brasile nello Stato del Pará, parte della mesoregione del Baixo Amazonas e della microregione di Óbidos.